# Nana Klutse

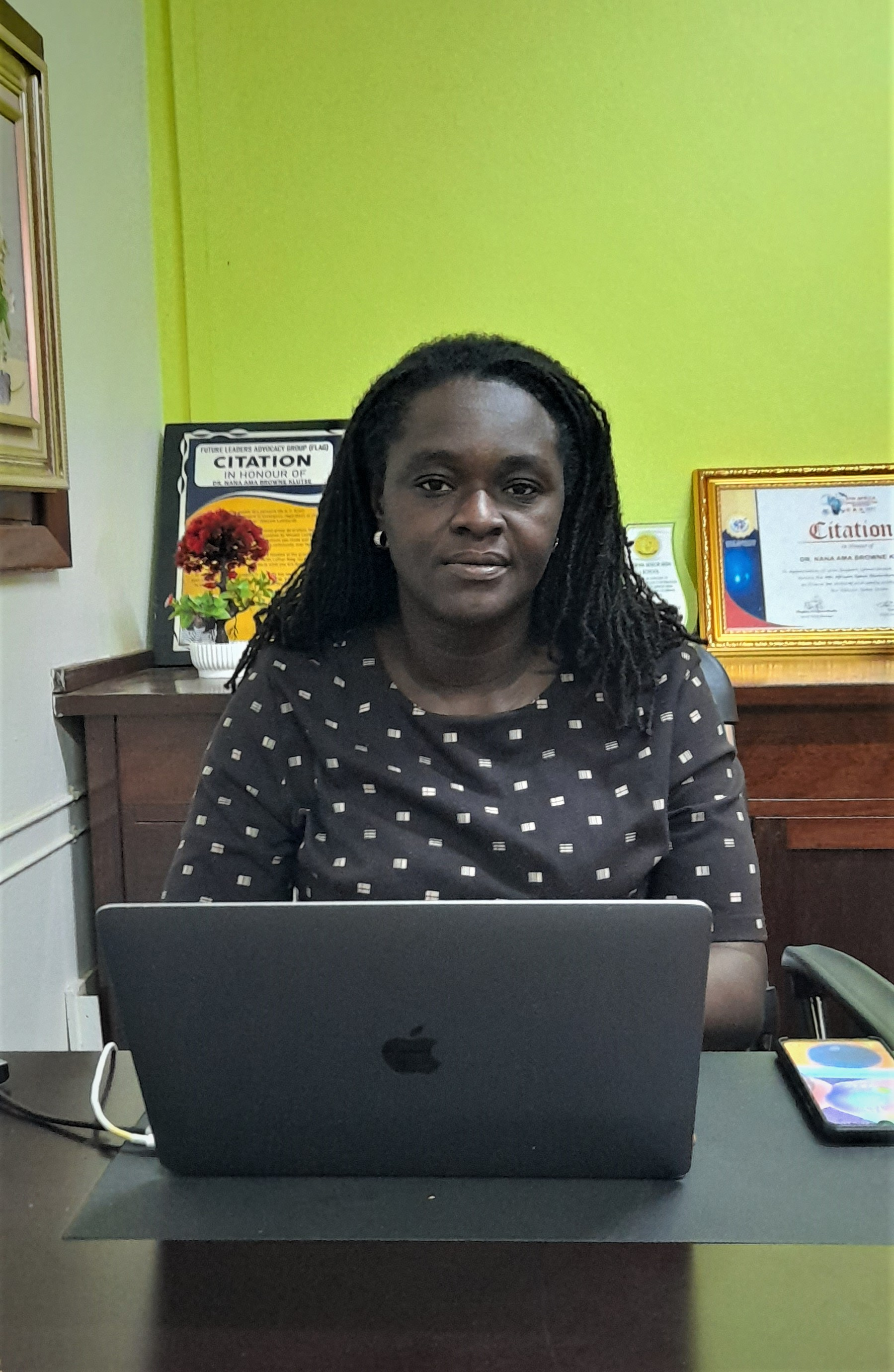
Nana Ama Browne Klutse in ihrem Büro an der Universität von Ghana, 2021

Nana Ama Browne Klutse (* 23. Mai 1981 in Ghana) ist eine ghanaische Dozentin und Klimatologin.

## Kindheit und Studium
Klutse besuchte die Anomabo Methodist Primary School und später die Mfantsiman Girls Secondary School.
Sie studierte an der University of Cape Coast Physik und erwarb 2003 einen Bachelor (BSc). 2012 promovierte sie in Klimatologie an der Universität Kapstadt in Südafrika.

## Wissenschaftliche Karriere
Klutse untersucht die Klimadynamik in Westafrika, insbesondere den afrikanischen Monsun und die globale Erwärmung. Sie ist Dozentin an der Fakultät für Physik der Universität von Ghana. Sie hat das Remote Sensing and Climate Centre geleitet. Klutse ist Climate Science Fellow des African Institute for Mathematical Sciences und Hauptautorin des sechsten Sachstandsberichts des IPCC (AR6). Im Juli 2023 wurde sie zur stellvertretenden Vorsitzenden der Arbeitsgruppe I des IPCC gewählt.
Klutse arbeitete von 2016 bis 2018 als leitende Wissenschaftlerin am Ghana Space Science and Technology Institute der Ghana Atomic Energy Commission. Zuvor war sie als Gastdozentin am West African Science Service Centre on Climate and Adapted Land Use (WASCAL) in Akure in Nigeria tätig.
Außerdem ermutigt sie Frauen in Ghana, eine wissenschaftliche Laufbahn in Erwägung zu ziehen, und setzt sich für die Verbesserung der wissenschaftlichen Ausbildung im Land ein.

## Politische Karriere
Klutse ist in der Politik als Mitglied des National Democratic Congress aktiv.